# Ian Hunter (chanteur)
Pour les articles homonymes, voir Ian Hunter.
Ian Hunter Patterson, connu comme Ian Hunter, né le 3 juin 1939 à Oswestry dans le comté anglais du Shropshire, est un chanteur et guitariste rock britannique, auteur-compositeur-interprète. Il est surtout connu en tant que leader du groupe rock britannique Mott the Hoople, de sa création en 1969 jusqu'à sa dissolution en 1974, puis lors de la reformation de celui-ci en 2009 et 2013.

## Biographie
Hunter est déjà musicien et auteur-compositeur quand il rejoint à vingt-neuf ans Mott the Hoople, et continue dans cette voie, après la fin du groupe, se lançant dans une carrière solo, en dépit de sa mauvaise santé, de désillusions et d'une certaine défiance envers le système du Show Business. Il a souvent travaillé en collaboration avec Mick Ronson (ancien collaborateur de David Bowie au début des années 1970 et ex membre de Mott the Hoople) jusqu'à la disparition de celui-ci en 1993.
Si Mott the Hoople a atteint un certain niveau de succès commercial, avec un cercle de fan restreint mais dévoué, en tant qu'artiste solo, le travail de Hunter — notamment, outre de nombreux concerts, une vingtaine d'albums — ambitieux et plus à l'écart des grands courants du rock, a moins d'audience auprès du grand public. Ses créations solo les plus connues sont la chanson Once Bitten, Twice Shy (en), plus tard interprétée par le groupe Great White, et Cleveland Rocks (en) dont la reprise par le groupe The Presidents of the United States of America sert de thème musical au Drew Carey Show. Sa chanson Bastard, de l'album You're Never Alone with a Schizophrenic (en) est reprise par le groupe Rhino Bucket dans leur album Pain & Suffering (en).
Ian Hunter a influencé nombre d'artistes parmi lesquels on peut citer The Clash, Kiss, Def Leppard, R.E.M., Motley Crue, Blur ou encore Oasis.
Son livre USA 1972, considéré comme le seul racontant jour après jour la tournée américaine d’un groupe britannique depuis l’intérieur, et estimé être le « meilleur bouquin jamais écrit sur le rock » par le magazine britannique Q est traduit en français et publié en 2011 par les éditions Rue Fromentin.
Ian Hunter se produit toujours sur scène en 2019.

## Discographie
Solo : 
- 1975 : Ian Hunter
- 1976 : All American Alien Boy
- 1977 : Overnight Angels
- 1979 : You're Never Alone with a Schizophrenic
- 1980 : Welcome to the Club - (live)
- 1981 : Short Back 'n' Sides
- 1983 : All of the Good Ones Are Taken
- 1990 : YUI Orta – Avec Mick Ronson
- 1995 : BBC Live in Concert
- 1995 : Dirty Laundry
- 1996 : The Artful Dodger
- 2000 : Once Bitten Twice Shy
- 2000 : Missing in Action - (compilation de matériel inédit)
- 2001 : Rant
- 2004 : Strings Attached (DVD/CD)
- 2004 : Just Another Night (DVD)
- 2005 : The Truth, The Whole Truth, Nuthin' But The Truth (DVD/CD)
- 2007 : Shrunken Heads
- 2009 : Man Overboard
- 2012 : When I'm President – (Avec The Rant Band)
- 2014 : Live In The UK 2010 – (Avec The Rant Band)
- 2016 : Fingers Crossed – (Avec The Rant Band)

Mott The Hoople :
- 1969 : Mott the Hoople
- 1970 : Mad Shadows
- 1971 : Wildlife
- 1971 : Brain Caper
- 1972 : All the Young Dudes
- 1973 : Mott
- 1974 : The Hoople
- 1974 : Mott the Hoople - Live
- 1975 : Drive On
- 1976 : Shouting and Pointing

Production :
- 1979 : Valley of the Dolls de Generation X

### Compilation
- 2021: Ian Hunter & Mott The Hoople -  Gold